# Jeux asiatiques de 2002
Navigation
Édition précédente Édition suivante
La 14e édition des Jeux asiatiques s'est déroulée à Pusan en Corée du Sud du 29 septembre 2002 au 14 octobre 2002. 7556 sportifs représentant 44 délégations ont participé aux compétitions dans 38 sports et 420 épreuves.
C'est la première fois que les 44 pays membres du Conseil olympique d'Asie participent à cet événement. Parmi les délégations présentes, celles de Corée du Nord et d'Afghanistan sont les plus signifiantes pour diverses raisons politiques. Ayant récemment obtenu son indépendance, le Timor oriental participe pour la première fois à cet événement.
Parmi les 38 sports disputés, le culturisme fait sa première apparition.

## Pays participants
Les délégations présentes sont désignées dans les résultats officiels par les codes pays établis par le Comité international olympique alors en vigueur en 2002.
| - Afghanistan - Arabie saoudite - Bangladesh - Bahreïn - Birmanie - Bhoutan - Brunei - Cambodge - Chine - Corée du Nord - Corée du Sud - Émirats arabes unis - Hong Kong - Inde - Indonésie | - Iran - Jordanie - Japon - Kazakhstan - Kirghizistan - Koweït - Laos - Liban - Macao - Malaisie - Maldives - Mongolie - Népal - Oman - Ouzbékistan | - Pakistan - Palestine - Philippines - Qatar - Singapour - Sri Lanka - Syrie - Tadjikistan - Thaïlande - Timor oriental - Turkménistan - Taipei chinois - Viêt Nam - Yémen |

## Sports
| - Athlétisme (résultats détaillés) - Aviron - Badminton - Baseball - Basket-ball - Billard & snooker - Bowling - Boxe anglaise - Canoë - Culturisme - Cyclisme - Équitation - Escrime | - Football - Golf - Gymnastique - Haltérophilie - Handball - Hockey sur gazon - Judo - Kabaddi - Karaté - Lutte - Natation - Pentathlon moderne - Rugby à XV | - Sepak takraw - Softball - Soft tennis - Squash - Taekwondo - Tennis - Tennis de table - Tir - Tir à l'arc - Voile - Volley-ball - Wushu |

## Tableau des médailles
| Rang  | Nation              | Or  | Argent | Bronze | Total |
| ----- | ------------------- | --- | ------ | ------ | ----- |
| 1     | Chine               | 150 | 84     | 74     | 308   |
| 2     | Corée du Sud        | 96  | 80     | 84     | 260   |
| 3     | Japon               | 44  | 74     | 72     | 190   |
| 4     | Kazakhstan          | 20  | 26     | 30     | 76    |
| 5     | Ouzbékistan         | 15  | 12     | 24     | 51    |
| 6     | Thaïlande           | 14  | 19     | 10     | 43    |
| 7     | Taipei chinois      | 10  | 17     | 25     | 52    |
| 8     | Inde                | 10  | 12     | 13     | 35    |
| 9     | Corée du Nord       | 9   | 11     | 13     | 33    |
| 10    | Iran                | 8   | 14     | 14     | 36    |
| 11    | Arabie saoudite     | 7   | 1      | 1      | 9     |
| 12    | Malaisie            | 6   | 8      | 16     | 30    |
| 13    | Singapour           | 5   | 2      | 10     | 17    |
| 14    | Indonésie           | 4   | 7      | 12     | 23    |
| 15    | Viêt Nam            | 4   | 7      | 7      | 18    |
| 16    | Hong Kong           | 4   | 6      | 11     | 21    |
| 17    | Qatar               | 4   | 5      | 8      | 17    |
| 18    | Philippines         | 3   | 7      | 16     | 26    |
| 19    | Bahreïn             | 3   | 2      | 2      | 7     |
| 20    | Kirghizistan        | 2   | 4      | 6      | 12    |
| 21    | Koweït              | 2   | 1      | 5      | 8     |
| 22    | Sri Lanka           | 2   | 1      | 3      | 6     |
| 23    | Pakistan            | 1   | 6      | 6      | 13    |
| 24    | Birmanie            | 1   | 5      | 6      | 12    |
| 25    | Turkménistan        | 1   | 2      | 1      | 4     |
| 26    | Mongolie            | 1   | 1      | 12     | 14    |
| 27    | Liban               | 1   | 0      | 0      | 1     |
| 28    | Tadjikistan         | 0   | 2      | 4      | 6     |
| 29    | Macao               | 0   | 2      | 2      | 4     |
| 30    | Émirats arabes unis | 0   | 2      | 1      | 3     |
| 31    | Bangladesh          | 0   | 1      | 0      | 1     |
| 32    | Népal               | 0   | 0      | 3      | 3     |
| 33    | Syrie               | 0   | 0      | 3      | 3     |
| 34    | Laos                | 0   | 0      | 2      | 2     |
| 35    | Jordanie            | 0   | 0      | 2      | 2     |
| 36    | Afghanistan         | 0   | 0      | 1      | 1     |
| 37    | Brunei              | 0   | 0      | 1      | 1     |
| 38    | Palestine           | 0   | 0      | 1      | 1     |
| 39    | Yémen               | 0   | 0      | 1      | 1     |
| TOTAL | TOTAL               | 427 | 421    | 502    | 1350  |